# Infrarotgalaxie
Eine Infrarotgalaxie ist eine Galaxie, die mehr Energie im infraroten Bereich des elektromagnetischen Spektrums abstrahlt als bei allen anderen Wellenlängen zusammen.
Die Leuchtkraft im Infrarot kann mehr als das Hundertfache der Leuchtkraft im sichtbaren Licht betragen. Energiequellen sind zahlreiche junge Sterne in Starbursts und, besonders bei den leuchtkräftigsten Objekten, Materieeinfall auf ein Schwarzes Loch in einem aktiven galaktischen Kern.

## Kategorien
Infrarotgalaxien werden nach ihrer Leuchtkraft im Wellenlängenbereich 8 bis 1000 µm eingeteilt:
| Kategorie            | Leuchtkraft in Einheiten der Sonne | Abkürzung                                    |
| -------------------- | ---------------------------------- | -------------------------------------------- |
| extrem leuchtkräftig | > 1014 L☉                          | ELIRG (Extremely-Luminous InfraRed Galaxies) |
| hyperleuchtkräftig   | > 1013 L☉                          | HLIRG (Hyper-Luminous InfraRed Galaxies)     |
| ultraleuchtkräftig   | > 1012 L☉                          | ULIRG (Ultra-Luminous InfraRed Galaxies)     |
| leuchtkräftig        | > 1011 L☉                          | LIRG (Luminous InfraRed Galaxies)            |

## Beobachtung
Infrarotgalaxien im nahen Universum wurden in großer Zahl von IRAS entdeckt. Zu den bekanntesten Infrarotgalaxien gehören Messier 82 und Arp 220. Seit den 1990er Jahren kennt man aus Aufnahmen im mittleren Infrarot und im Sub-mm-Bereich auch Infrarotgalaxien im frühen Universum.
Mit dem Wide-Field Infrared Survey Explorer wurden 2015 weit entfernte, extrem leuchtkräftige Infrarotgalaxien wie WISE J224607.57-052635.0 entdeckt. Deren extreme Leuchtkraft von bis zu über 300 Billionen Sonnenleuchtkräften (> 3·1014 L☉) führte zu der neuen Kategorie ELIRG.